# Can We Please Have Fun
Can We Please Have Fun è il nono album in studio del gruppo musicale statunitense Kings of Leon, pubblicato il 10 maggio 2024 da LoveTap Records e Capitol Records.

## Tracce
Testi e musiche di Caleb Followill, Jared Followill, Nathan Followill e Matthew Followill.

1. Ballerina Radio – 3:51
2. Rainbow Ball – 4:10
3. Nowhere to Run – 3:41
4. Mustang – 3:15
5. Actual Daydream – 3:19
6. Split Screen – 5:03
7. Don't Stop the Bleeding – 3:38
8. Nothing to Do – 2:55
9. M Television – 3:27
10. Hesitation Gen – 3:17
11. Ease Me On – 3:28
12. Seen – 4:52

Live in Wrexham - CD 2 
1. Crawl
2. King of the Rodeo
3. Revelry
4. On Call
5. Find Me
6. Pyro
7. Cold Desert

## Formazione
- Caleb Followill – voce, chitarra
- Jared Followill – voce, basso, chitarra (tracce 7, 8)
- Nathan Followill – voce, batteria, percussioni
- Matthew Followill – voce, chitarra, sintetizzatore (9, 12)